# 云南山黑豆
云南山黑豆（学名：Dumasia yunnanensis）为豆科山黑豆属下的一个种。其种加词 yunnanensis 意为“云南的”。